# Bereczk Péter
Szentgáli Bereczk Péter (Szentgál, 1765. március 5. (keresztelés) – Hódmezővásárhely, 1811. április 12.) diák, református lelkész.

## Életútja
Szülei Bereczk György és Tót Erzsébet. Iskoláit Kecskeméten és 1783 májusától Debrecenben végezte. Innen rövid időre Bűdszentmihályra ment, ahol praeceptori állást töltött be. 1787-től Sopronban töltött egy évet a német nyelv tanulása céljából, utána visszatért Debrecenbe 1788 szeptemberében. 1790-ben Nagyigmándon lett rektor, és innen indult külföldre 1793 tavaszán, a nyári félévben beiratkozott a jénai egyetemre. Innen írt a Magyar Hirmondóba (1794. I. 951.) hosszabb levelet, melyben a magyar tudós társaság fölállítását sürgeti, és tudatja, hogy a jénai Literatur-Zeitung 38 kötetét 60 íven kivonatolta. Miután hazatért, egy ideig Nagykőrösön tanított, 1796-ban Hódmezővásárhelyen lett lelkész, eleinte ideiglenes, később rendes minőségben. Ott hunyt el 47 éves korában gutaütésben.

## Munkái
- Vasárnapokra… alkalmaztatott templombeli közönséges könyörgések. (Győr, 1791)
- Hat hétre… könyörgések. (Győr, 1792)
- Hetedszaki reggeli és estveli templombeli közönséges könyörgések. (Győr, 1793)
- Beköszöntő és búcsúzó prédikációk (Nagyigmándon). (Győr, 1793)